# Persone di cognome Black
| Questa pagina contiene informazioni ricavate automaticamente dalle voci biografiche con l'ausilio del template Bio e di un bot. L'aggiornamento è periodico e automatico e ricostruisce completamente la pagina. Se manca una persona in questa lista, sei pregato di non aggiungerla, ma accertati piuttosto che la sua voce biografica contenga il template Bio e che i dati anagrafici siano correttamente compilati. Se il template Bio manca, inseriscilo tu stesso o, in alternativa, metti l'avviso {{tmp\|Bio}} che ne segnala la mancanza. Se i dati riportati sono sbagliati, correggi direttamente la voce biografica; le modifiche saranno visibili in questa lista entro pochi giorni. Per chiarimenti vedi il progetto antroponimi. La lista contiene solo le 81 persone che sono citate nell'enciclopedia e per le quali è stato implementato correttamente il template Bio. Pagina aggiornata al 23 lug 2025. |

Questa è una lista di persone presenti nell'enciclopedia che hanno il cognome Black, suddivise per attività principale.

## Allenatori di calcio(1)
- Kenny Black, allenatore di calcio e ex calciatore scozzese (Stenhousemuir, n. 1963)

## Allenatori di pallacanestro(1)
- Timothy Black, allenatore di pallacanestro e ex cestista statunitense (Richmond, n. 1981)

## Animatori(1)
- Samuel Lord Black, animatore e doppiatore canadese (Windsor, n. 1962)

## Artigiani(1)
- James Black, artigiano statunitense (Hackensack, n. 1800 - Washington, † 1872)

## Attori(4)
- Alex Black, attore statunitense (Redwood City, n. 1989)
- Jack Black, attore, musicista e comico statunitense (Santa Monica, n. 1969)
- Lucas Black, attore statunitense (Decatur, n. 1982)
- William Black, attore statunitense (Irvington, n. 1871)

## Attrici(1)
- Claudia Black, attrice australiana (Sydney, n. 1972)

## Avvocati(2)
- Bob Black, avvocato e scrittore statunitense (Detroit, n. 1951)
- William Kurt Black, avvocato e docente statunitense (n. 1951)

## Bassiste(1)
- Lori Black, bassista statunitense (Santa Monica, n. 1954)

## Batteristi(2)
- Jim Black, batterista statunitense (Daly City, n. 1967)
- Randy Black, batterista canadese (Moose Jaw, n. 1963)

## Bobbisti(1)
- Byran Black, bobbista britannico (n. 1912 - † 2002)

## Calciatori(5)
- Andy Black, calciatore scozzese (Stirling, n. 1917 - † 1989)
- Eric Black, ex calciatore e allenatore di calcio scozzese (Bellshill, n. 1963)
- Ian Black, calciatore scozzese (Aberdeen, n. 1924 - † 2012)
- Ian George Black, ex calciatore scozzese (Edimburgo, n. 1985)
- Kingsley Black, ex calciatore nordirlandese (Luton, n. 1968)

## Cantanti(6)
- Cilla Black, cantante e attrice britannica (Liverpool, n. 1943 - Marbella, † 2015)
- Dan Black, cantante britannico (Buckinghamshire, n. 1976)
- Mary Black, cantante irlandese (Dublino, n. 1955)
- Paul Black, cantante e batterista statunitense (San Francisco, n. 1959)
- Pauline Black, cantante e attrice britannica (Romford, n. 1953)
- Rebecca Black, cantante statunitense (Irvine, n. 1997)

## Cantautori(1)
- Clint Black, cantautore, polistrumentista e produttore discografico statunitense (Long Branch, n. 1962)

## Cestiste(2)
- Chante Black, ex cestista statunitense (Austin, n. 1985)
- Debbie Black, ex cestista e allenatrice di pallacanestro statunitense (Filadelfia, n. 1966)

## Cestisti(9)
- Leaky Black, cestista statunitense (Concord, n. 1999)
- Terry Black, ex cestista statunitense (Milwaukee, n. 1978)
- Tom Black, cestista statunitense (La Crosse, n. 1941 - Seattle, † 2017)
- Anthony Black, cestista statunitense (Duncanville, n. 2004)
- Charlie Black, cestista statunitense (Arco, n. 1921 - Rogers, † 1992)
- Leron Black, ex cestista e allenatore di pallacanestro statunitense (Omaha, n. 1996)
- Norman Black, ex cestista e allenatore di pallacanestro statunitense (Baltimora, n. 1957)
- Stephen Black, ex cestista australiano (Melbourne, n. 1980)
- Tarik Black, cestista statunitense (Memphis, n. 1991)

## Chimici(1)
- Joseph Black, chimico e medico scozzese (Bordeaux, n. 1728 - Edimburgo, † 1799)

## Comiche(1)
- Ashley Nicole Black, comica, attrice e sceneggiatrice statunitense (Los Angeles, n. 1985)

## Comici(3)
- Lewis Black, comico, attore e sceneggiatore statunitense (Silver Spring, n. 1948)
- Michael Ian Black, comico, attore e sceneggiatore statunitense (Hillsborough, n. 1971)
- Roger Black, comico, doppiatore e sceneggiatore statunitense (Toccoa, n. 1975)

## Economisti(1)
- Fischer Black, economista statunitense (Georgetown, n. 1938 - New York, † 1995)

## Editori(1)
- Conrad Black, editore, scrittore e politico britannico (Montréal, n. 1944)

## Farmacologi(1)
- James W. Black, farmacologo britannico (Uddingston, n. 1924 - † 2010)

## Filosofi(1)
- Max Black, filosofo britannico (Baku, n. 1909 - Ithaca, † 1988)

## Ginnaste(1)
- Elsabeth Black, ginnasta canadese (Halifax, n. 1995)

## Giocatori di baseball(1)
- Vic Black, giocatore di baseball statunitense (Amarillo, n. 1988)

## Giocatori di football americano(3)
- Ahmad Black, ex giocatore di football americano statunitense (Lakeland, n. 1989)
- Amin Black, giocatore di football americano statunitense (Filadelfia, n. 1998)
- Mike Black, ex giocatore di football americano statunitense (Auburn, n. 1964)

## Giocatori di poker(1)
- Andy Black, giocatore di poker irlandese (Belfast, n. 1965)

## Ingegneri(1)
- Harold Stephen Black, ingegnere statunitense (Leominster, n. 1898 - † 1983)

## Martellisti(1)
- Edmund Black, martellista statunitense (Bailey Island, n. 1905 - Westboro, † 1996)

## Medici(1)
- Davidson Black, medico e antropologo canadese (Toronto, n. 1884 - Pechino, † 1934)

## Musicisti(2)
- Jimmy Carl Black, musicista statunitense (El Paso, n. 1938 - Siegsdorf, † 2008)
- Bill Black, musicista statunitense (Memphis, n. 1926 - Memphis, † 1965)

## Nuotatori(1)
- Ian Black, ex nuotatore britannico (Inverness, n. 1941)

## Nuotatrici(1)
- Kim Black, ex nuotatrice statunitense (New York, n. 1978)

## Odontoiatri(1)
- Greene Vardiman Black, odontoiatra statunitense (Winchester, n. 1836 - † 1915)

## Parolieri(1)
- Don Black, paroliere britannico (Londra, n. 1938)

## Politiche(1)
- Mhairi Black, politica scozzese (Paisley, n. 1994)

## Politici(4)
- Jeremiah S. Black, politico, avvocato e statistico statunitense (Stony Creek, n. 1810 - York, † 1883)
- Frank S. Black, politico statunitense (Limington, n. 1853 - Troy, † 1913)
- Hugo Black, politico e magistrato statunitense (Ashland, n. 1886 - Bethesda, † 1971)
- Don Black, politico statunitense (Athens, n. 1953)

## Registi(1)
- Noel Black, regista, sceneggiatore e produttore cinematografico statunitense (Chicago, n. 1937 - Santa Barbara, † 2014)

## Sceneggiatori(2)
- Dustin Lance Black, sceneggiatore, regista e produttore televisivo statunitense (Sacramento, n. 1974)
- Shane Black, sceneggiatore, attore e regista statunitense (Pittsburgh, n. 1961)

## Sciatrici alpine(1)
- Ann Black, ex sciatrice alpina statunitense (n. 1950)

## Scrittori(1)
- William Black, scrittore britannico (Glasgow, n. 1841 - Brighton, † 1898)

## Scrittrici(2)
- Clementina Black, scrittrice inglese (Brighton, n. 1853 - † 1922)
- Holly Black, scrittrice statunitense (West Long Branch, n. 1971)

## Tenniste(1)
- Cara Black, ex tennista zimbabwese (Salisbury, n. 1979)

## Tennisti(3)
- Byron Black, ex tennista zimbabwese (Salisbury, n. 1969)
- Donald L.M. Black, tennista rhodesiano (Chegutu, n. 1927 - † 2000)
- Wayne Black, ex tennista zimbabwese (Salisbury, n. 1973)

## Velociste(1)
- Marilyn Black, ex velocista australiana (Nuovo Galles del Sud, n. 1944)

## Velocisti(2)
- Larry Black, velocista statunitense (Miami, n. 1951 - Miami, † 2006)
- Roger Black, ex velocista britannico (Portsmouth, n. 1966)